# 粒杯齿蛤
粒杯齿蛤（学名：Cyathodonta granulosa），是笋螂目色雷西蛤科Cyathodonta的一种。主要分布于中国大陆，常栖息在水深10-100米细砂底。